# 乔治·赫克斯
乔治·赫克斯（英語：George Hucks，1968年1月18日—），澳大利亚男子轮椅橄榄球运动员。他曾代表澳大利亚参加2000年、2004年和2008年夏季残疾人奥林匹克运动会轮椅橄榄球比赛，获得二枚银牌。